# The Alamo (1960)
The Alamo (bra: O Álamo) é um filme estadunidense de 1960, do gênero faroeste, dirigido e protagonizado por John Wayne.

## Sinopse
Em 1836, o general Santa Anna (Ruben Padilla) e o exército mexicano estão varrendo o Texas. Para poder detê-lo, o general Sam Houston (Richard Boone) precisa de tempo para criar uma resistência. Tentando obter este tempo, ele ordena que o coronel William Travis (Laurence Harvey) defenda uma pequena missão a todo custo na rota dos mexicanos. A pequena tropa de Travis recebe o reforço de grupos que acompanham Jim Bowie (Richard Widmark) e Davy Crockett (John Wayne), mas a situação se torna desesperadora. Travis deixa claro que não haverá vergonha se eles partirem enquanto podem, mas cento e oitenta e dois homens decidem fazer uma resistência heroica no forte Álamo. 

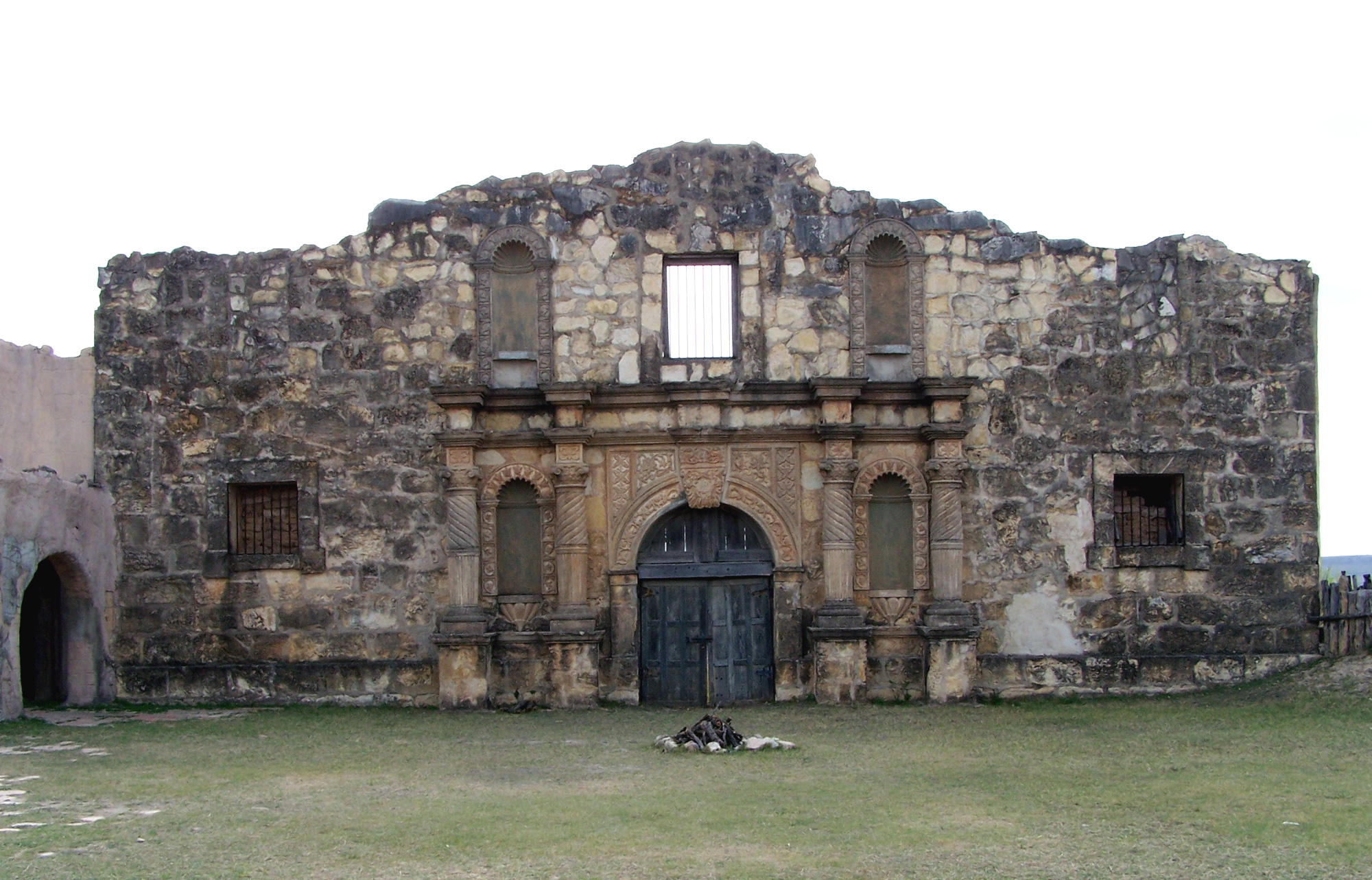
A réplica do Álamo construída para o filme

## Elenco
- John Wayne .... coronel Davy Crockett
- Richard Widmark.... Jim Bowie
- Laurence Harvey .... coronel William Travis
- Frankie Avalon .... Smitty
- Patrick Wayne .... capitão James Butler Bonham
- Linda Cristal .... Graciela Carmela Maria 'Flaca' de Lopez y Vejar
- Joan O'Brien .... sra. Sue Dickinson
- Chill Wills .... Beekeeper
- Joseph Calleia .... Juan Seguin
- Ken Curtis .... capitão Almeron Dickinson
- Carlos Arruza .... tenente Reyes
- Jester Hairston .... Jethro
- Veda Ann Borg .... Blind Nell Robertson
- John Dierkes .... Jocko Robertson
- Denver Pyle .... Thimblerig

## Principais prêmios e indicações
Oscar 1961 (EUA)
- Venceu na categoria de melhor som.
- Indicado nas categorias de melhor filme, melhor ator coadjuvante (Chill Wills), melhor montagem, melhor fotografia colorida, melhor canção original e melhor trilha sonora de filme dramático ou comédia.

Globo de Ouro 1961 (EUA)
- Venceu na categoria de melhor trilha sonora original.